# Euthydemiddynastin
Euthydemiddynastin, eller euthydemiderna, var en kunglig hellenistisk (grekisk) dynasti. Den grundades av kung Euthydemos I 230 f.Kr. och regerade över Grekisk-baktriska riket och Indo-grekiska riket och de små indogrekiska monarkier som uppkom ur dessa från 230 till 10 f.Kr. 